# Barramiya
Barramiya è una miniera situata in Egitto, nel governatorato del Mar Rosso, nella parte sud-orientale del paese, a circa 600 km a sud della capitale Il Cairo. Barramiya si trova a 468 metri sul livello del mare.
Il territorio intorno a Barramiya è prevalentemente pianeggiante, ma il nord è collinare. Il punto più alto nelle vicinanze è a 545 metri sul livello del mare, e si trova a 1,4 km a nord-est di Barramiya. La zona circostante intorno è quasi disabitata, con meno di due persone per chilometro quadrato; inoltre è sterile, con poca o nessuna vegetazione.
La zona ha un caldo clima desertico. La temperatura media annuale nel quartiere è di 31 °C. Il mese più caldo è giugno, con una temperatura media di 38 °C, e il più freddo è gennaio, con 20 °C. La pioggia media annuale è di 23 mm. Il mese più piovoso è marzo, con una media di 7 mm di pioggia, e il più secco è febbraio, con 1 mm di pioggia.